# Elissa Downie
Pour les articles homonymes, voir Downie.
Elissa Downie (dite Ellie Downie) est une gymnaste britannique, née à Nottingham le 20 juillet 1999.

## Biographie
En remportant la médaille de bronze du concours général individuel des Championnats d'Europe de gymnastique artistique 2015 à Montpellier, Ellie Downie devient la première médaillée du concours général individuel d'une compétition internationale majeure de l'histoire de la gymnastique britannique. Elle devient en 2017 la première Britannique championne d'Europe de gymnastique artistique.

## Palmarès

### Jeux olympiques de la jeunesse
- Nankin 2014
  -  médaille d'argent au saut de cheval
  -  médaille de bronze au concours général individuel
  -  médaille de bronze à la poutre
  -  médaille de bronze au sol

### Championnats du monde
- Glasgow 2015
  -  médaille de bronze au concours général par équipes

- Stuttgart 2019
  -  médaille de bronze au saut

### Championnats d'Europe
- Montpellier 2015
  -  médaille de bronze au concours général individuel
  - 4e aux barres asymétriques
  - 5e au saut de cheval

- Berne 2016
  -  médaille d'argent au concours général individuel
  -  médaille d'argent au saut de cheval
  -  médaille d'argent au sol

- Cluj-Napoca 2017
  -  médaille d'or au concours général individuel
  -  médaille d'argent au saut de cheval
  -  médaille d'argent au sol
  -  médaille de bronze aux barres asymétriques

- Szczecin 2019
  -  médaille d'argent au concours général individuel
  -  médaille de bronze au saut de cheval

## Famille
Elle est la sœur de la gymnaste Rebecca Downie.